# Brothers of Destruction
Pour les articles homonymes, voir BOD.
Palmarès
1 fois champions du monde par équipe de la WCW
 2 fois champions du monde par équipes de la WWE
Les Brothers of Destruction (BOD) était une équipe de catcheurs de la World Wrestling Federation/Entertainment composée de The Undertaker et Kane.
Le groupe a remporté au cours de sa carrière deux titres par équipes (WCW World Tag Team Championship & WWE World Tag Team Championship).

## Carrière

### Avant la formation
Avant la formation, Kane est annoncé pour la première fois par Paul Bearer à l'écran.
Kane fit sa première apparition en 1997 dans un Hell in a Cell dans un match où l'Undertaker affrontait Shawn Michaels, et Kane vint pour faire un Tombstone Piledriver à son frère Undertaker 
Plus tard, quand l'Undertaker était en mauvaise posture contre la D-Generation X, Kane est intervenu en sa faveur, et s'allia avec lui (ils n'étaient pas Tag Team). Mais après 1 ou 2 combats, ils sont redevenus neutres, et firent plusieurs combats pour le titre de la WWE, où Undertaker s'en sortait plus ou moins toujours vainqueur, sauf une fois, où Kane arriva à s'imposer pour avoir un match au titre face à Stone Cold Steve Austin (il gagnera mais ne garda son titre qu'une journée, pendant le King of the Ring 1998). L'Undertaker et Kane s'allient à la suite du King of the Ring et entrèrent en rivalité avec Stone Cold Steve Austin pour le WWF Championship. A judgment day 1998, L'Undertaker trahit Kane et réalise un heel turn en le frappant avec une chaise, il rejoint aussi Paul Bearer (qui était un heel). Le lendemain, Undertaker explique et reconnaît avoir abandonné son frère dans les flammes lorsqu'il était plus jeune. Kane arrive et le défi dans un casket match qui se terminera en match nul. Pour le combattre Kane s'allie et aide Steve Austin à le vaincre ( On pourra noter que dans la rivalité L'Undertaker essayera de poignarder Steve Austin et que Lane le sauvera et que l'Undertaker pour se venger essayera de faire interner Kane mais à la suite d'une intervention d'Austin, c'est L'Undertaker qui prendra sa place tandis que Kane et Steve Austin jetteront Paul Bearer dans les égouts). La rivalité se terminera à « Rock Bottom » où Kane va aider Steve Austin à gagner un Buried alive match à la suite d'un Tombstone Piledriver de Kane sur son frère.
Ensuite l'Undertaker devient Heel et fait une alliance avec Vince McMahon en créant le Ministry of Darkness, Kane étant devenu un ennemi des McMahon (il ne l'était pas au début mais il les a quittés rapidement) et il rejoignit la D-Generation X pour se battre contre la Corporation of Ministry.
Après avoir fait alliance avec X-Pac pour être Tag Team, Undertaker et Kane reprirent une rivalité lors d'un deux contre deux avec Big Show, mais elle se finira lorsque Kane se retournera contre X-Pac après que celui-ci sera sorti avec Tori, à l'époque, la copine de Kane.
Un petit passage à blanc jusqu'à ce que le grand frère fasse son retour en tant que "American Bad Ass", où Kane l'attaqua sans raison, plusieurs matchs et interventions s'ensuivirent (dans un des matchs, Undertaker arriva à retirer le masque de son frère mais ce dernier réussit quand même à camoufler son visage).
Ils arrivèrent quand même à s'allier pour faire un Tag Team, les Brothers Of Destructions.

### Diverses rivalités (2001-2018)
Le duo apparaissait ensemble à No Mercy 2002. Ils avaient tous les deux des matchs pour le titre cette nuit. Le duo fait équipe au Royal Rumble 2003 mais Undertaker trahit Kane pendant le match en l'éliminant. Aux Survivor Series 2003, Kane est intervenu dans le match Undertaker/Vince McMahon dans un Buried Alive match où Undertaker a quasiment dominé le match. Mais Kane arrive puis aide McMahon à battre Undertaker en l'enterrant bien sûr et Kane dit que son frère serait enterré pour toujours.
Les deux frères entraient alors en rivalité. La feud s'achevait à WrestleMania XX où Undertaker bat Kane avec son Tombstone piledriver.
Les frères ont fait quelques interventions l'un l'autre. À Royal Rumble 2005, Undertaker se battait contre Heidenreich. Un peu avant ce match, Gene Snitsky, qui était en feud avec Kane, dit à Heidenreich qu'il l'aiderait pendant son match. Heidenreich était prêt à gagner. Quand le cercueil fut ouvert, Kane sortit du cercueil et battit Snistky jusqu'à l'extérieur de l'arène, laissant l'Undertaker remporter le match. Un Tag Team match fut prévu à WrestleMania 21 mais ce plan fut abandonné quand l'Undertaker décida de prendre plutôt Randy Orton. Les frères se sont battus pendant un house show contre Snitsky et Heidenreich.
La dernière fois que Kane et Undertaker se rencontrèrent en 2005 était pendant un interpromotional match qui n'était pas prévu. Kane, qui aidait son partenaire Big Show contre Rey Mysterio, prétendait quitter l'arène quand Undertaker y entrait. Il recevra inévitablement un chokeslam d'Undertaker après une attaque furtive ratée.
Le retour de Brothers of Destruction a été annoncé à WWE SmackDown le 27 octobre 2006. Mr Kennedy est intervenu dans le match Kane/M.V.P pour aider MVP à battre Kane, mais soudain la lumière s'éteint et la musique d'Undertaker se fait entendre. Quand la lumière réapparaît, Kane n'était plus dans l'arène. Après l'interférence, Theodore Long a planifié un Tag Team match : The Brothers of Destruction vs. Mr.Kennedy et MVP. Les Brothers of Destruction ont ramassé 3 victoires en une seule nuit.
La première confrontation est gagnée grâce au décompte extérieur quand MVP et Mr.Kennedy refusaient de monter dans le ring, alors Theodore Long fit recommencer le match, mais sans décompte extérieur. Mr.Kennedy donna un low blow à Kane sous les yeux de l'arbitre, ce qui disqualifia Kennedy et MVP. Alors Teddy Long fit de nouveau recommencé le match, cette fois sans disqualification. Finalement, Undertaker prit Mr.Kennedy en Tombstone piledriver pour remporter le match.
Les deux frères rivalisent chacun de leur côté avant Armageddon 2006 (Kane/MVP et The Undertaker/Mr.Kennedy). À Armageddon 2006, Undertaker bat Mr.Kennedy dans un Last Ride match match, et Kane triomphait sur MVP dans un Inferno match. La semaine suivante, les deux frères se réunissaient pour une dernière fois pour battre King Booker et Finlay.Kane et The Undertaker partent chacun de leur côté restant alliés. Kane rencontre The Great Khali et Undertaker défie le World Heawyweight champion Batista pour le titre à WrestleMania 23.

Le 12 octobre 2007, à SmackDown, Kane et The Undertaker sont réunis une nouvelle fois où ils triomphent sur les WWE Tag Team Champions, Matt Hardy et MVP.

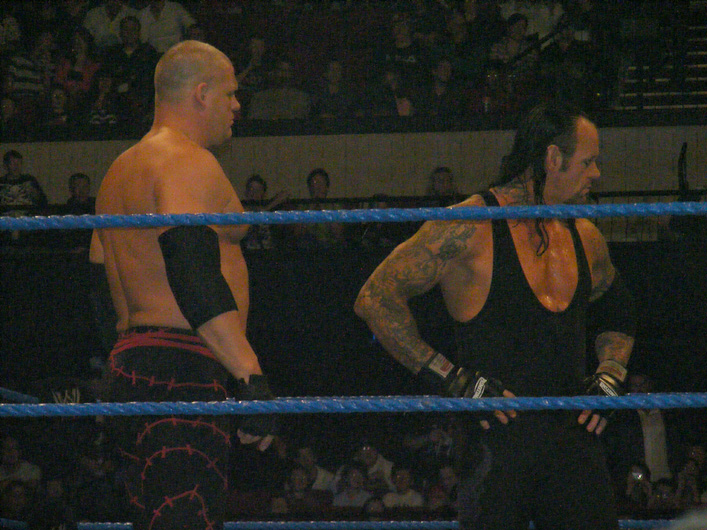
Brothers of Destruction en 2008.

Le 1er février, les deux frères ont recomposé l'équipe. Ils battent Mark Henry et Big Daddy V.
Le 4 avril à SmackDown!, après que Vickie Guerrero fit affronter les deux frères, Edge, The EdgeHeads & Chavo Guerrero interférèrent mais Kane & The Undertaker s'allièrent et les repoussèrent notamment en leurs portant leurs Chokeslam et leurs Tombstone PileDrivers en même temps. 
Après cela, ils quittèrent l'arène sous les traits des Brothers Of Destruction.
Les Brothers Of Destructions ont été réunis à l'ECW du 14 avril 2008, ils ont battu les WWE Tag Team Championship : John Morisson & The Miz grâce à un Tombstone PileDriver d'Undertaker. Lors du Draft 2009 Kane passe à Smackdown.
Le 13 novembre 2009 Kane vient aider son frère The Undertaker face à Chris Jericho et Big Show. Ils reforment l'équipe The Brothers of Destruction. La semaine d'après, les Brothers of Destruction ont combattu contre Chris Jericho et Big Show, match d'où il n'eut pas de gagnant (l'Undertaker au sol, Kane KO hors du ring, Chris Jericho fit un Code breaker à son compagnon le Big Show et vola la ceinture de l'Undertaker. Chris Jericho et Big Show ont perdu contre l'Undertaker car ils étaient challenger numéro 1 du titre mondial à Survivor Series 2009.
Durant le Bragging Rights, les Brothers of Destruction s'affrontent lors d'un Buried Alive match. Alors que l'Undertaker domine le combat et parvient à pousser son frère au fond du trou, l'intervention de la Nexus renverse la balance: Kane sort de la tombe et y est remplacé par son frère. Celle-ci est alors scellée.
Lors du 1000 épisode de Raw, Kane entre sur le ring. Arrivent alors Jinder Mahal, Curt Hawkins, Tyler Reks, Drew Mcintyre, Hunico et Camacho. Lorsqu'ils montent sur le rebord du ring en encerclant le Big Red Monster, la musique d'Undertaker résonne et le Phenom rejoint son demi-frère sur le ring. Ils ripostent à l'attaque des 6 catcheurs en terminant par un double chokeslam puis un double Tombstone Pilerdriver sur Curt Hawkins et Hunico.
Lors du RAW suivant Wrestlemania 29, Undertaker arrive sur le ring et dit qu'il avait dédié son match au regretté Paul Bearer. Soudain on entend la musique de The Shield qui vient encercler The Undertaker, mais Kane et Daniel Bryan arrivent pour sauver the Undertaker, The Brothers of Destruction sont reformés avec Daniel Bryan. Lors du RAW du 15 avril, la WWE annonce un match avec the Brothers of Destruction et Daniel Bryan vs The Shield pour le RAW du 22 avril, match qu'ils perdent.
Alors que Undertaker et Kane avaient été embarqués par la Wyatt Family, ils ont effectué un retour surprise à la fin du RAW du 9 novembre. Quelques après cela, il a été annoncé que les deux frères devraient affronter deux des membres de la Wyatt Family à WWE Survivor Series 2015. Lors de Survivor Series, ils battent Bray Wyatt et Luke Harper en infligeant un Tombstone Piledriver, accompagnés par Erick Rowan et Braun Strowman.
Le 6 octobre 2018 lors du WWE Super Show-Down, The Undertaker perd face à Triple H après deux sweet chin music de Shawn Michaels et un Pedigree de Triple H. Après le match, Kane & l'Undertaker attaquent Triple H et Shawn Michaels, Undertaker porte un Chokeslam sur Michaels à travers une table et un Tombstone Piledriver sur Triple H.
Le 29 octobre à Raw, Triple H interrompt les Brothers of Destruction faisant diversion permettant à Shawn Michaels de porter son Sweet Chin Music sur l'Undertaker avant de s'enfuir.
Lors de Crown Jewel, ils perdent face à la DX, mettant fin à ce groupe.

## Palmarès
- Pro Wrestling Illustrated
  - Élu 4e Tag Team de l'année en 1998[15]
  - Élu 2e Tag Team de l'année en 2001[15]

- World Wrestling Federation/World Wrestling Entertainment
  - 1 fois Champion du monde par équipes de la WCW[16]
  - 2 fois Champion du monde par équipes de la WWE[17],[18]